# 羊驼
羊驼为偶蹄目骆驼科小羊駝屬动物，是人类驯化物种，因体型比骆驼小，背无肉峰，耳朵尖长，脸似绵羊，故而得名。羊驼与大羊驼不似原驼与小羊驼是野生物种，不属于濒危野生动植物种国际贸易公约附录II所列的保护动物。
羊驼一般在高原生活，世界现有羊驼约300万只左右，約90%以上生活在南美洲的祕魯及智利的高原上，其餘分佈于澳洲的維多利亞州和新南威爾士州，以及新西兰。
羊駝共有兩個品種，分別是華卡亞（Huacaya；也譯為華卡約、霍加耶）及蘇利羊駝（Suri）。其外觀上最大的差別在於Huacaya毛髮較短且捲曲；Suri則毛髮較長且滑順。

## 更改物種分類
2001年以前羊駝被歸類在又稱駱馬屬的羊駝屬（Lama）；當時學名為Lama pacos。
根據2001年發表的基因研究，羊駝血緣上實際是和小羊駝（Vicugna vicugna）比較接近的，因此羊駝被改分類到小羊駝屬（Vicugna），學名變更為Vicugna pacos。因此造成許多人混淆，誤以為羊駝新分類的小羊駝屬別稱為駱馬屬，實際上駱馬屬為羊駝屬的中文別稱，從音譯Lama/Llama而來。

## 歷史

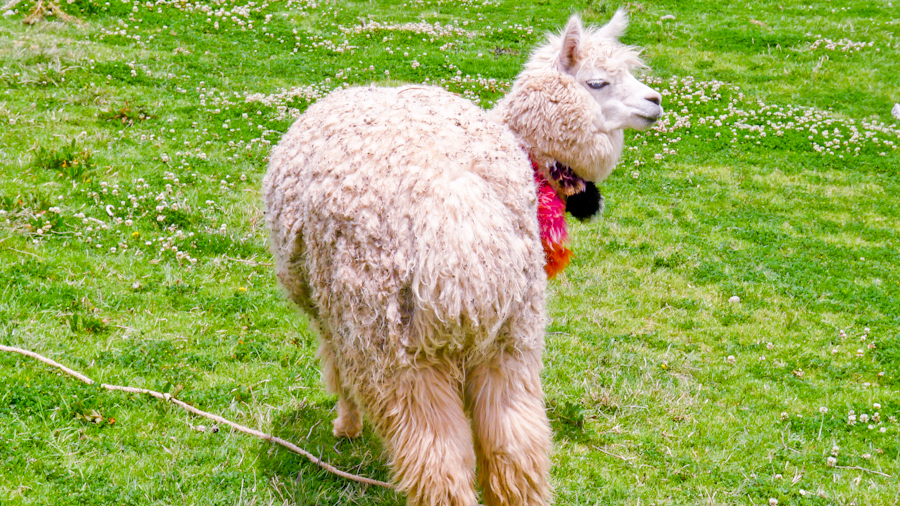
羊驼

羊驼被人工驯养超过600年，其历史可以追溯到印加帝国早期。在欧洲人侵略美洲大陆之前，羊驼和牠们的表亲大羊驼在南美洲是仅有的被驯化的牲畜，是安地斯文明整体的一部分也是其文明生活方式的体现。羊驼可用于提供食物、燃料、衣物和运输畜力。在西班牙占领印加后，许多羊驼、大羊驼和原住民一样消亡了，但在居住条件不合适人类的阿尔蒂普拉诺高原（Altiplano），这个物种幸存了下来。
如今羊駝数量超过了三百万，但在南美洲以外，生存量则非常小（约4万）。羊驼是高度群居的动物，容易饲养和照看。羊驼的外表看起来很有趣，使得許多觀光牧場飼養牠們。牠们主要通过身体姿势和柔和的哼唱声进行交流。一般来说大羊驼的重量范围大约在100-200kg，而羊驼大约是70-90kg。

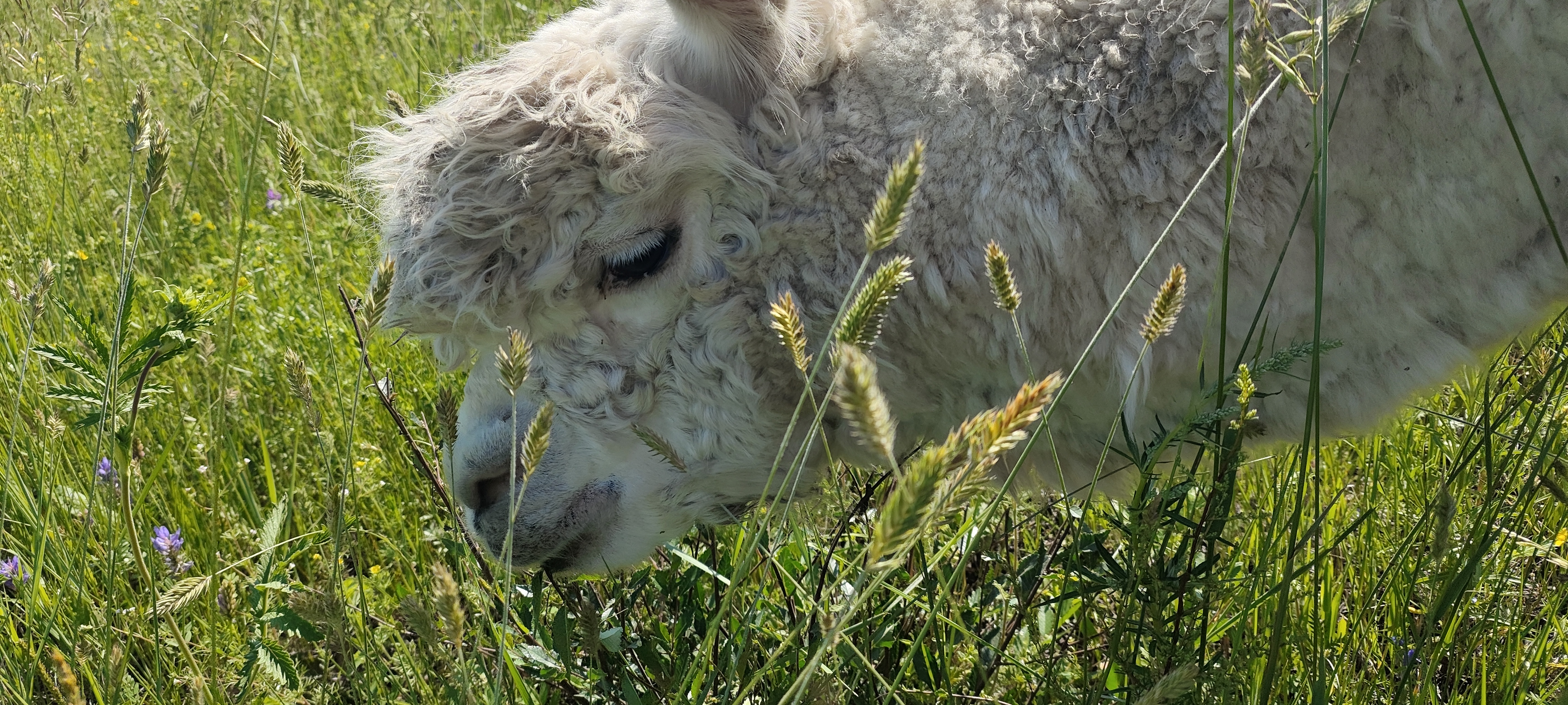
羊驼正在进食

## 经济价值
羊驼的皮毛可作为羊毛的更高档替代品。在20－21世纪之交，羊驼毛纺织品在国际市场上走俏。
在澳大利亚已經開始飼養羊駝，以皮毛獲取更高的所得。相同面積的毛皮製品，綿羊需要八張毛皮，那麼羊駝就需要十六張毛皮。因此價格居高不下。
2014年底，中国媒体报道“哈佛学生创业卖羊驼”新闻。来自哈佛大学的三位中国留学生把羊驼肉和毛纺制品做成羊年春节礼盒，测试中国的市场反应。
向羊駝注射病毒後可收集其血液中的抗體。這些抗體分子量小，結構穩定，常用於研究與藥物開發。研究表明該納米抗體相較於其他抗體更容易與新冠病毒刺突蛋白結合。

## 大眾文化
- 秘魯及玻利維亞國徽皆繪有羊駝。
- 日本2ch論壇上的羊駝表情：(・´ｪ`・)
- 在日本跨媒體作品《Love Live!》中有兩隻羊駝，作为音乃木阪学园的吉祥物。在作品衍生手機遊戲《Love Live! 學園偶像祭》裡是可提升經驗值的道具。
- 虚拟偶像团体A-SOUL有名为“阿草”的羊驼吉祥物，有时也代指运营。

### 草泥馬
2009年初在中華人民共和國互联网上出现恶搞“神兽”草泥马，往往配以羊驼照片当作其形象。
因為亞洲華文地區並非羊駝的原產地，許多人是經由草泥馬的網路文化才認識這種動物，以「草泥馬」作為這種動物的名稱。新聞媒體也常以草泥馬作為這種動物的名稱。

## 圖片

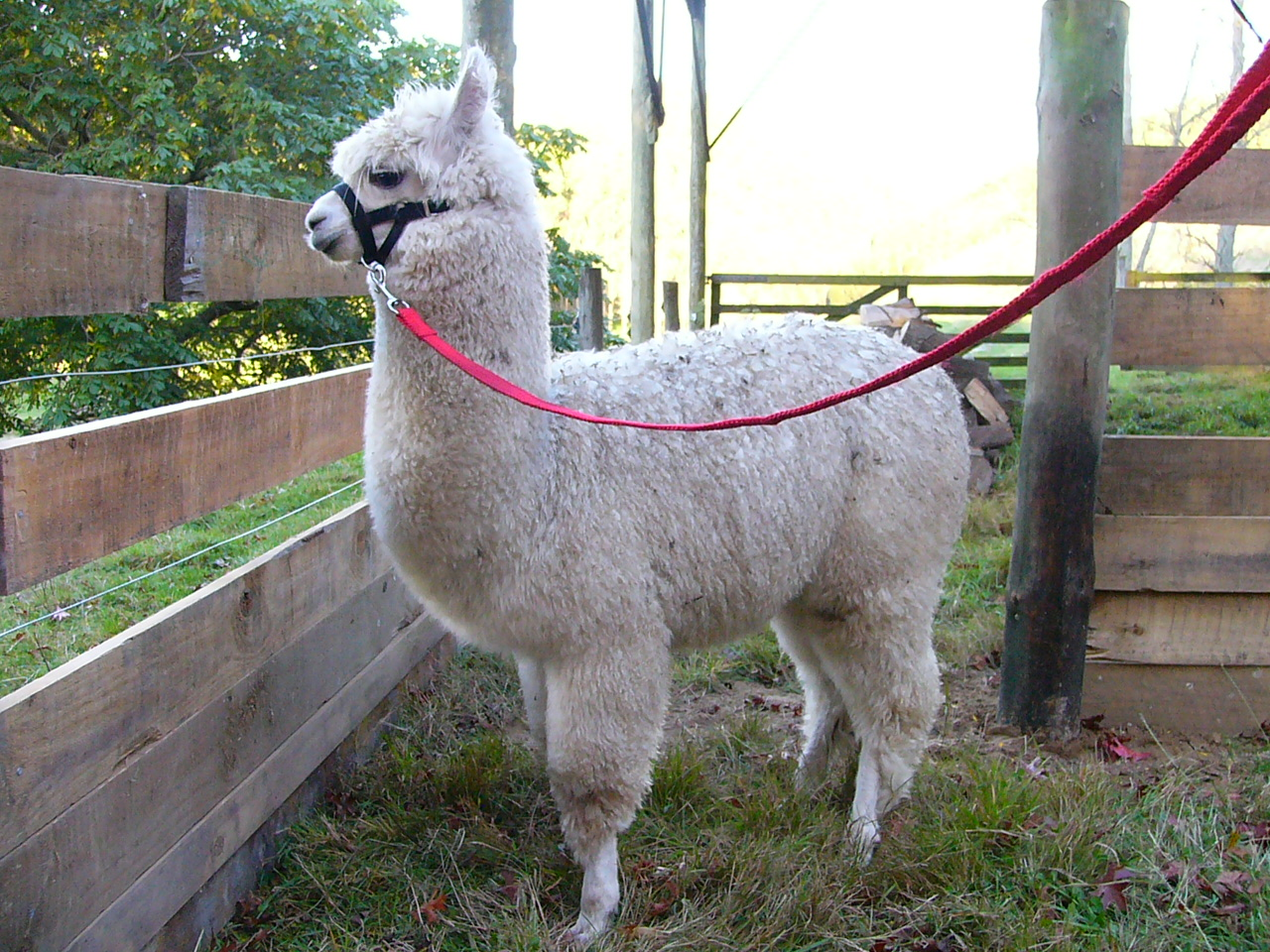
新西兰的羊驼
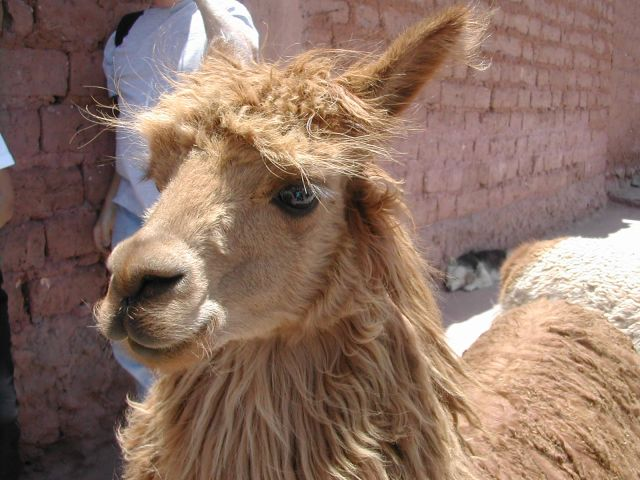
羊驼
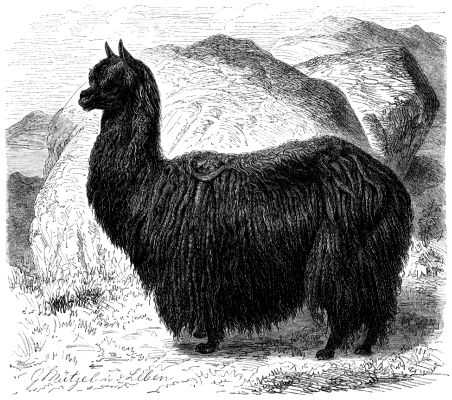
羊驼素描
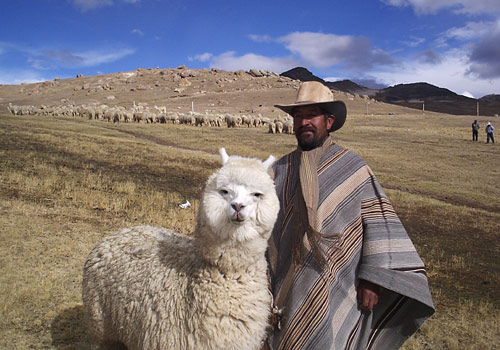
一个玻利維亞人和他的羊驼
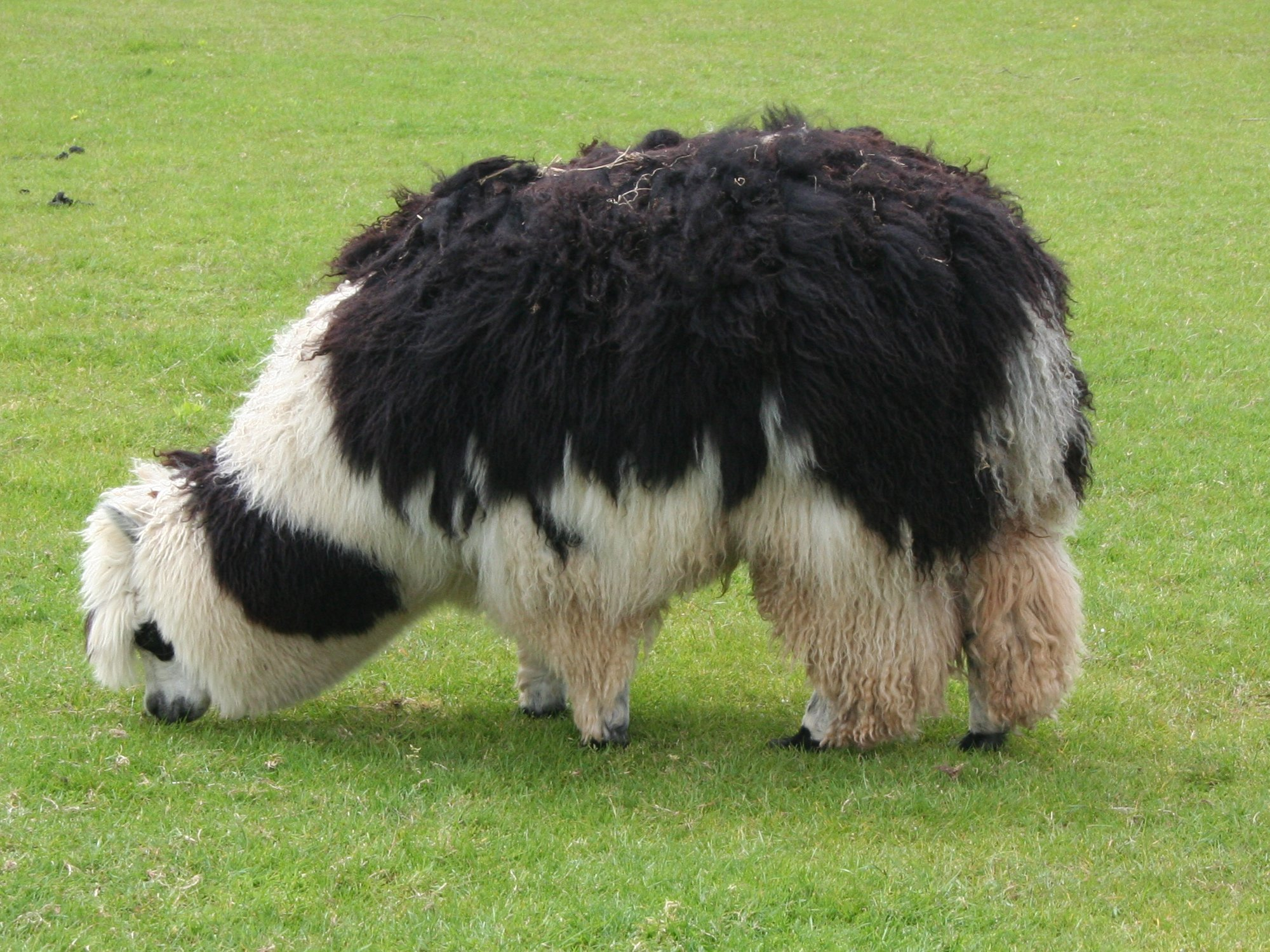
一只没有剪毛的羊驼在吃草
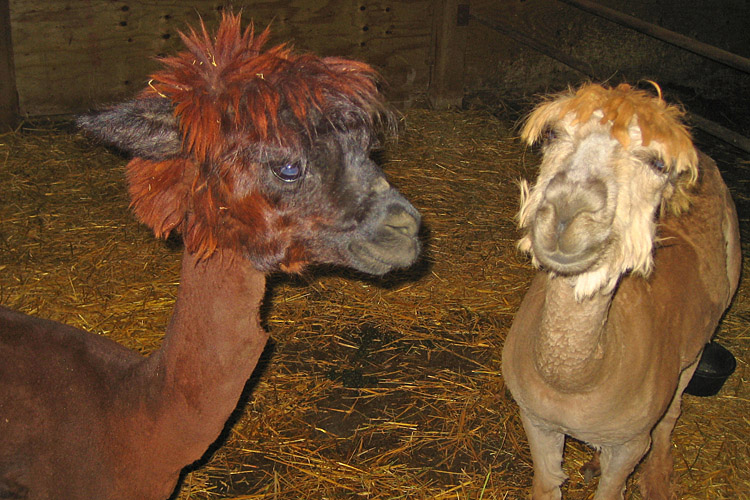
刚剪过毛的羊驼